# Sendantodoro-Wasserfall
Der Sendantodoro-Wasserfall (japanisch 栴壇轟の滝) ist ein Wasserfall in der japanischen Präfektur Kumamoto mit einer Fallhöhe von etwa 70 Metern. Der Name leitet sich von einem Zedrachbaum (栴檀 Sendan) ab, der vermutlich vor langer Zeit in der Nähe des Wasserfalls stand. „Todoro“ (轟) bedeutet „dröhnen / donnern“. Das Wasserfallbecken hat einen Durchmesser von etwa 8 Metern. Von dort läuft das Wasser in den Nishinoiwa und weiter nach Südosten in den Kawabe. Dieser ist ein Zufluss des Kuma, der nach Nordwesten in die Yatsushiro-See mündet, einer Bucht des Ostchinesischen Meeres.
Der Sendantodoro-Wasserfall ist Teil der Top-100-Wasserfälle Japans. Weitere bekannte Wasserfälle in der Präfektur sind der Sugaruga-Wasserfall, der Yonjūsanman-Wasserfall und die Kaname-Wasserfälle.

## Galerie

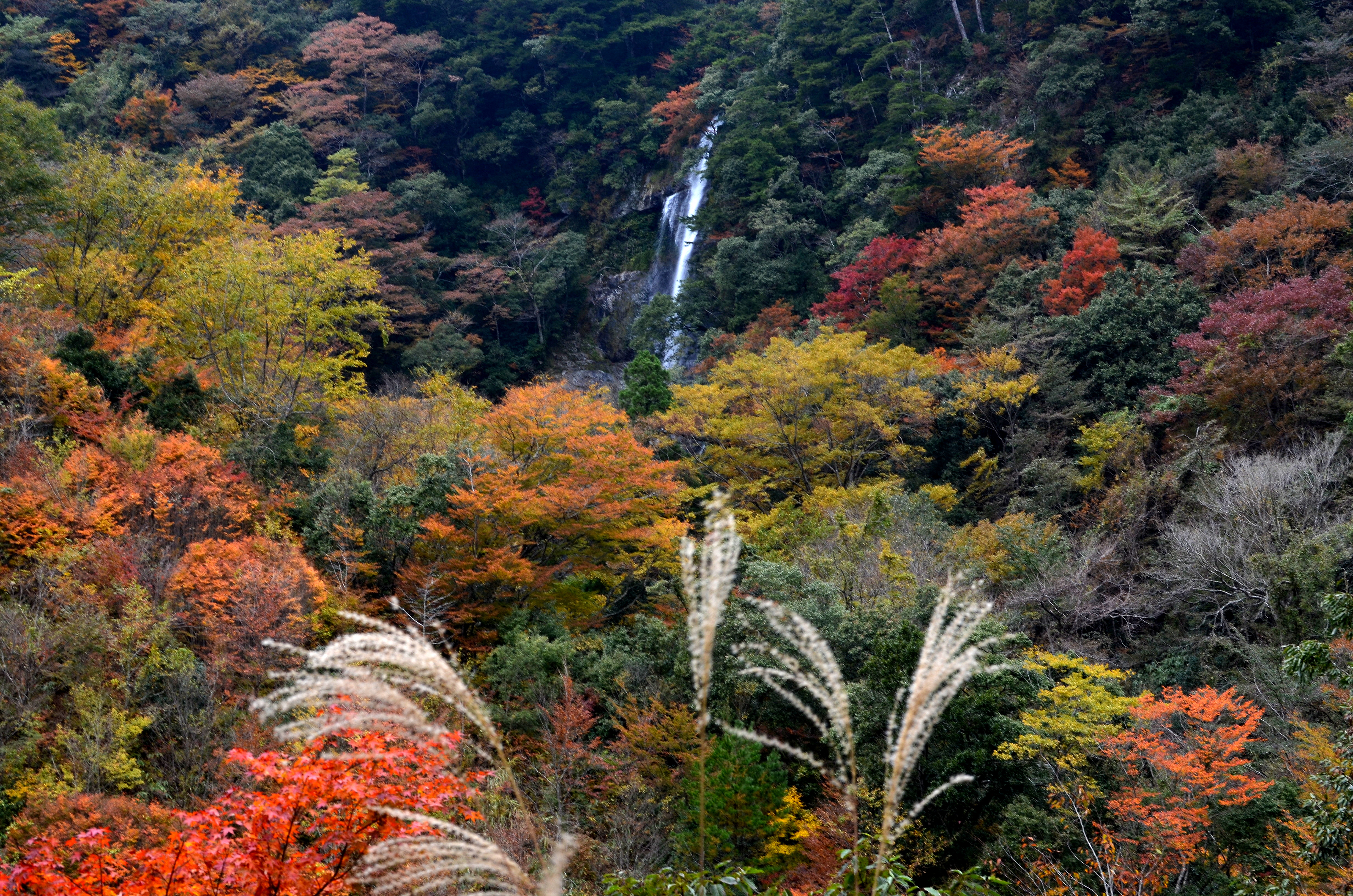
Der Wasserfall im November
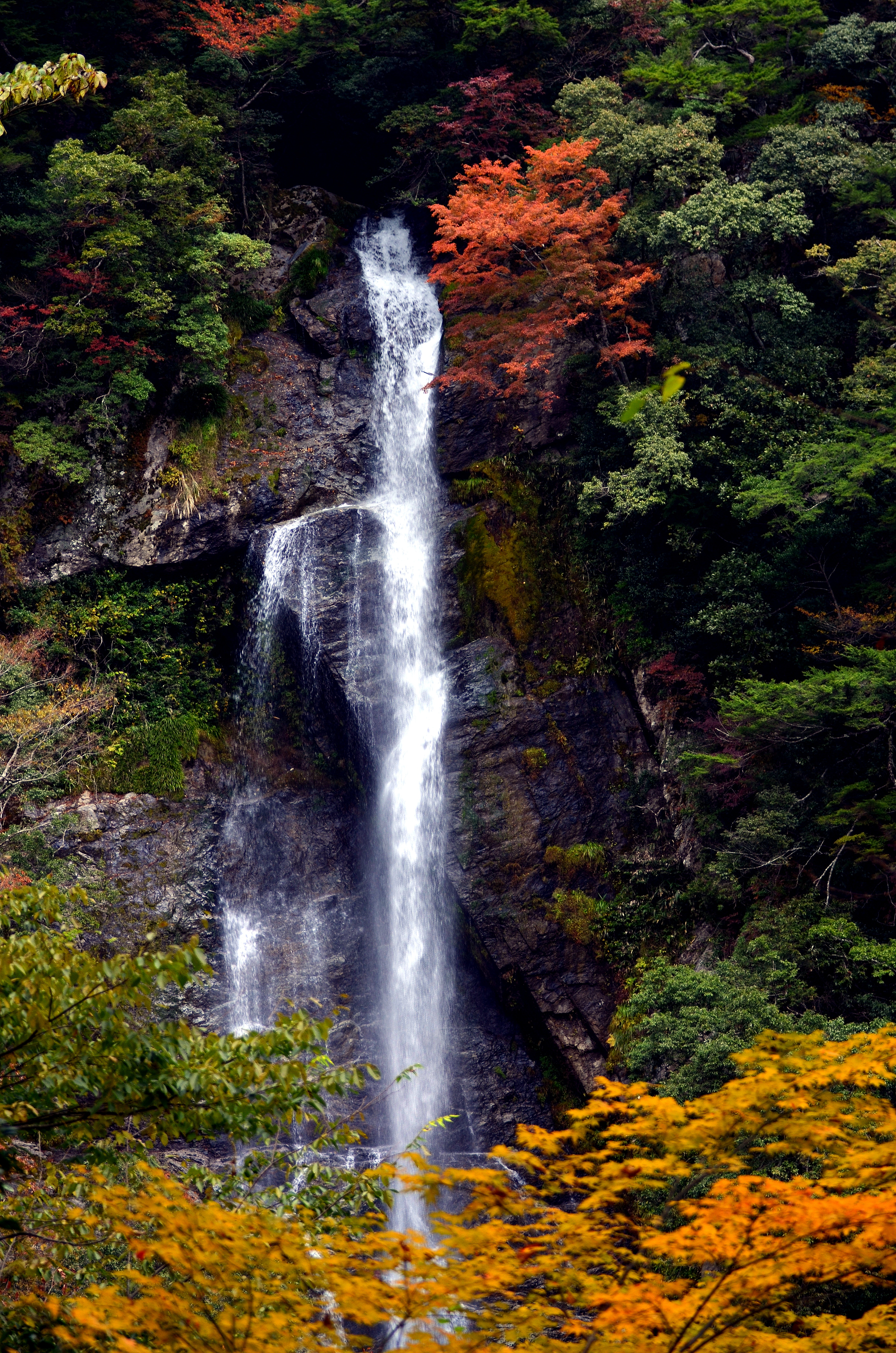
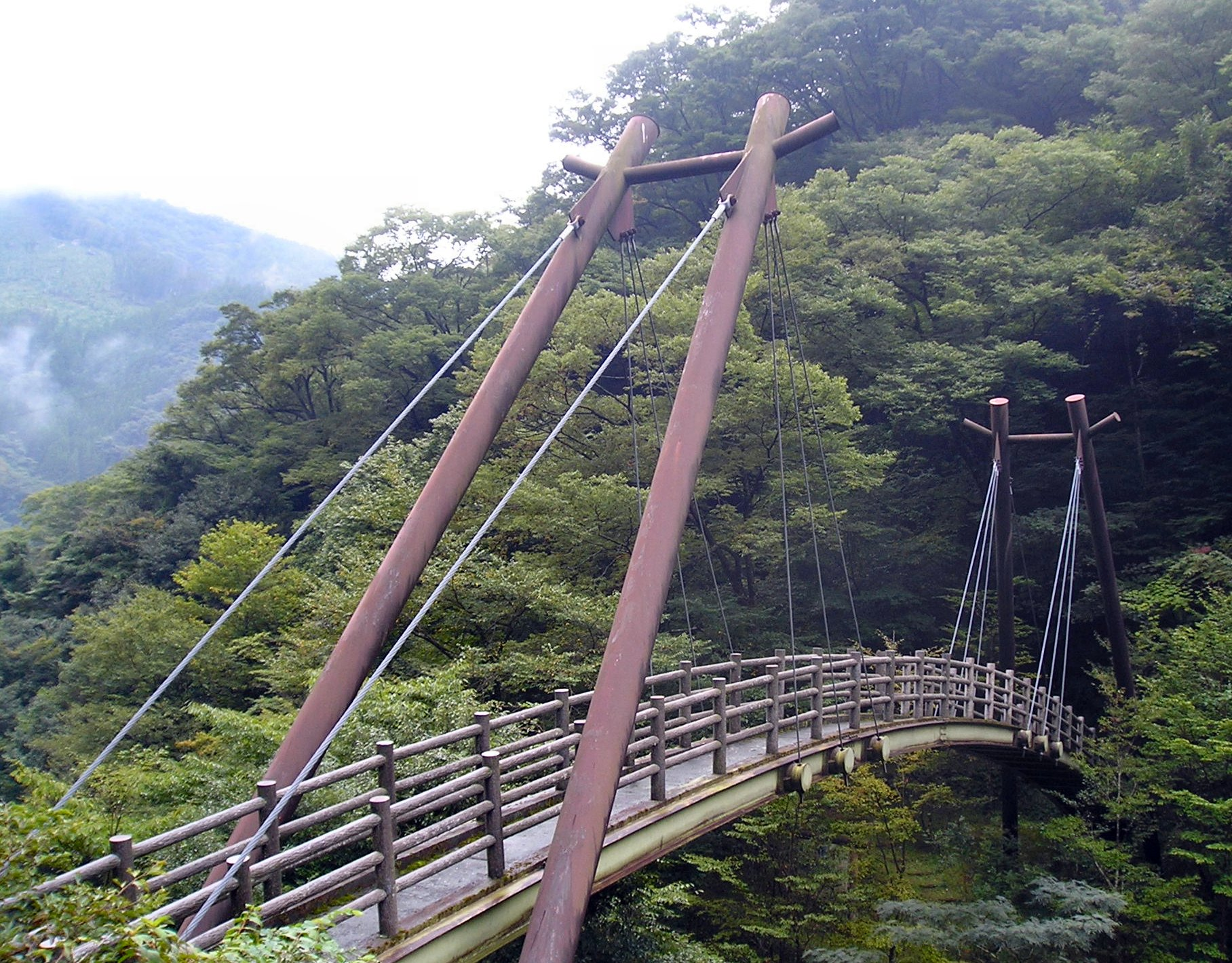
Die Sendantodoro-Hängebrücke